# Italian Market
Italian Market è il nome popolare di South 9th Street Curb Market, un'area di South Philadelphia dove hanno sede numerose attività commerciali, molte delle quali italiane. Il cuore storico del mercato era l'area tra la 9th Street tra Christian Street e Washington Avenue. Il distretto commerciale istituito nel 1915, la South Ninth Street Business Men's Association, copriva l'area tra Catharine to Federal e Eighth to Tenth street,  mentre ora il mercato si estenda nell'area compresa tra Fitzwater Street a nord a Wharton Street a sud. Il termine Italian Market è anche usato per descrivere generalmente il quartiere circostante tra South Street a nord e Wharton Street a sud, che si estende per pochi isolati a est e ad ovest della 9th street.
Sebbene sia considerato il cuore sociale e commerciale della comunità italiana di Filadelfia, il 9th Street Market comprendeva inizialmente anche molte attività commerciali ebraiche.  Negli ultimi anni, un afflusso di immigrati dall'America Latina, principalmente dal Messico e in misura minore da paesi centroamericani come Guatemala ed El Salvador, ha contribuito in modo significativo a modificare il carattere dell'area, specialmente nel settore meridionale del quartiere.

## Storia

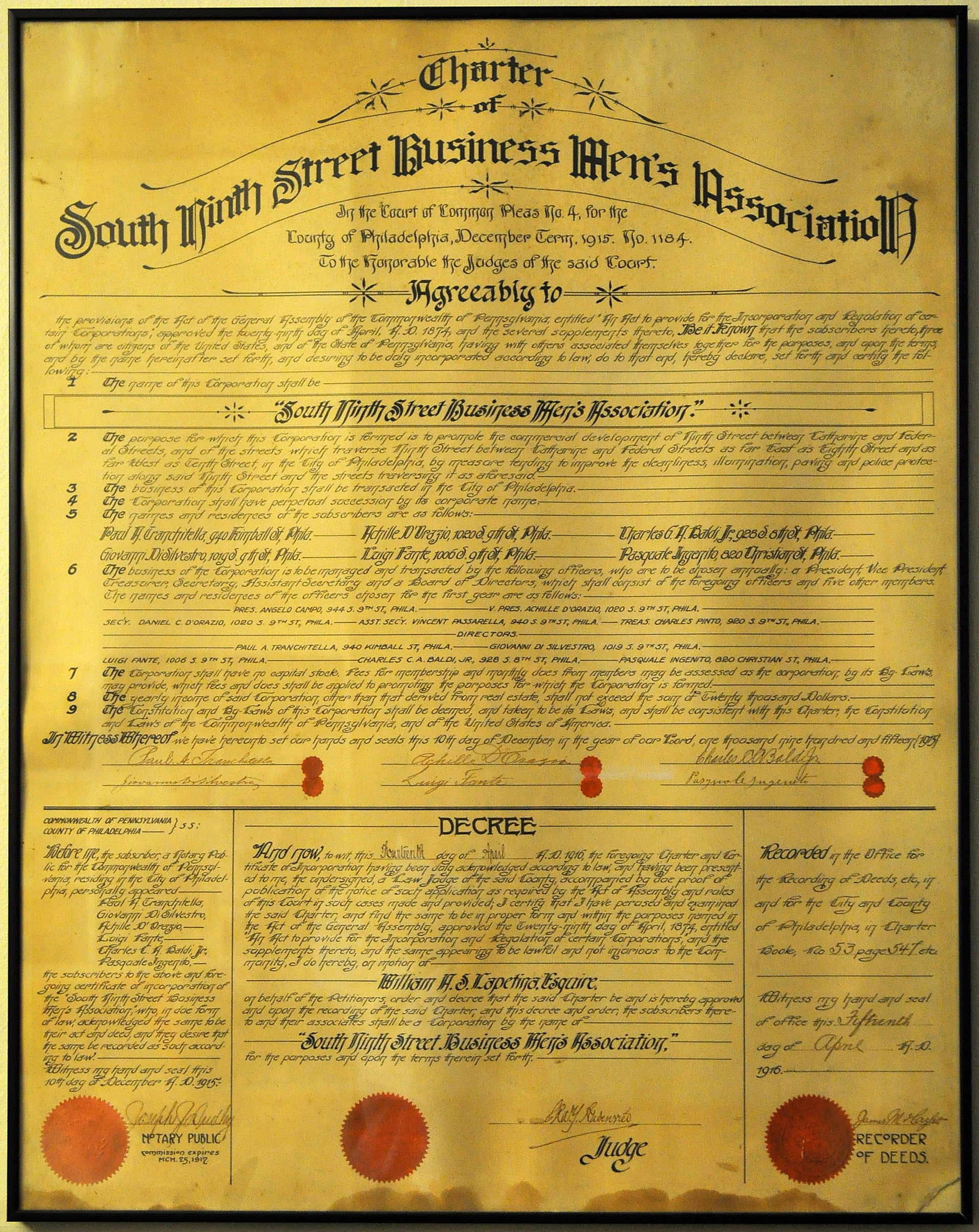
Carta della South Ninth Street Business Men's Association (1915)

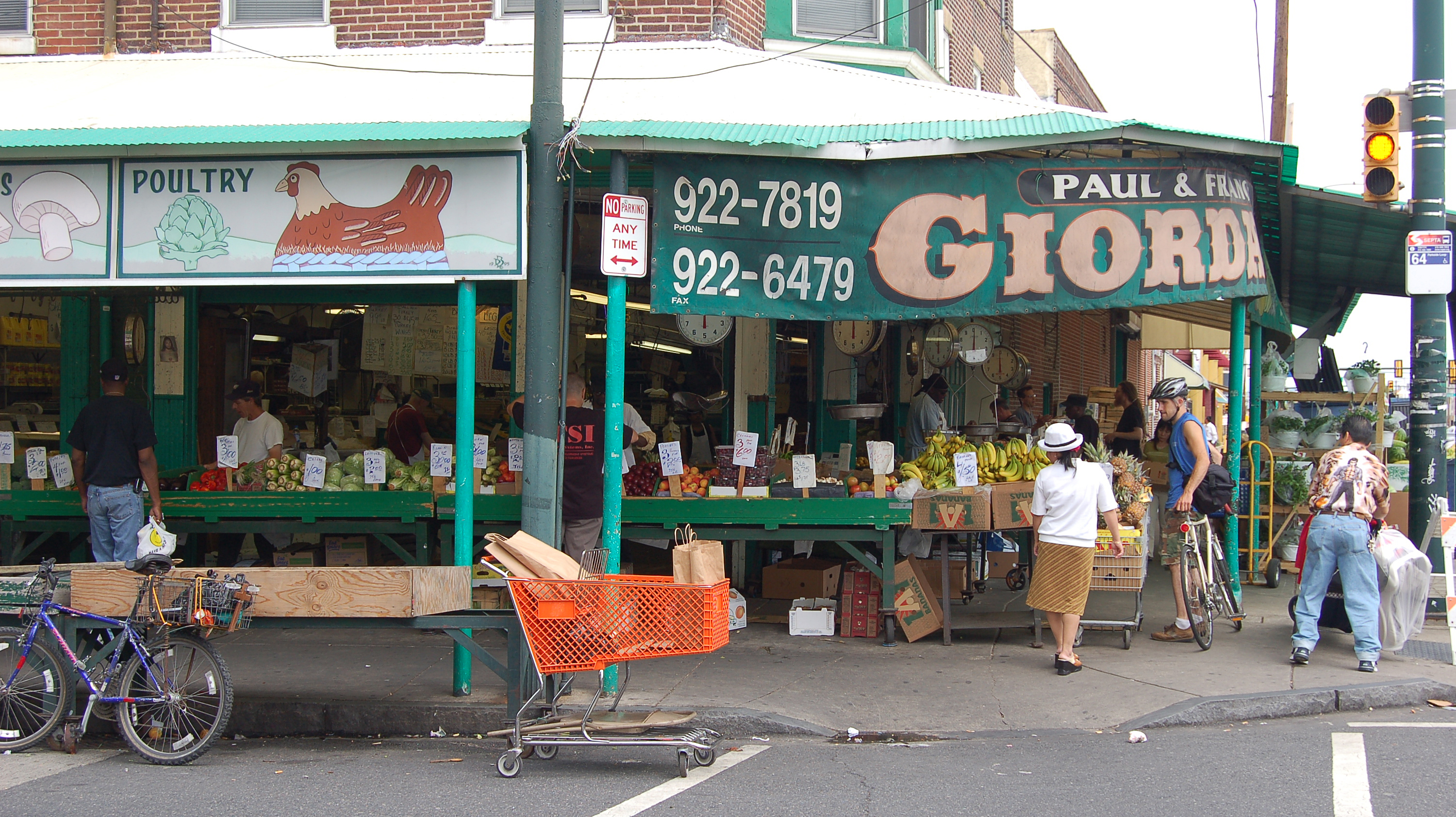
Uno dei venditori di prodotti lungo il mercato.

L'Italian Market, ebbe origine come mercato tra la fine del XIX e l'inizio del XX secolo. A quell'epoca, l'area, che si trovava al di fuori dei confini originali della città pianificata da William Penn, era un'area di insediamento per gli immigrati. Gli italiani iniziarono a trasferirsi nella zona intorno al 1884, quando Antonio Palumbo iniziò a ricevere immigrati italiani nella sua pensione. I negozi lungo la 9th Street sono stati aperti poco dopo a servizio della nuova comunità italiana e sono rimasti attivi fino ad oggi, con molti degli attuali venditori che fanno risalire la fondazione delle loro attività al primo decennio del XX secolo.
L'area continua ad attrarre nuovi immigrati e un molte aziende gestite da vietnamiti, coreani, cinesi e messicani sono stati aperti in tutta l'area.
Il mercato ospita anche l'annuale Italian Market Festival con musica.

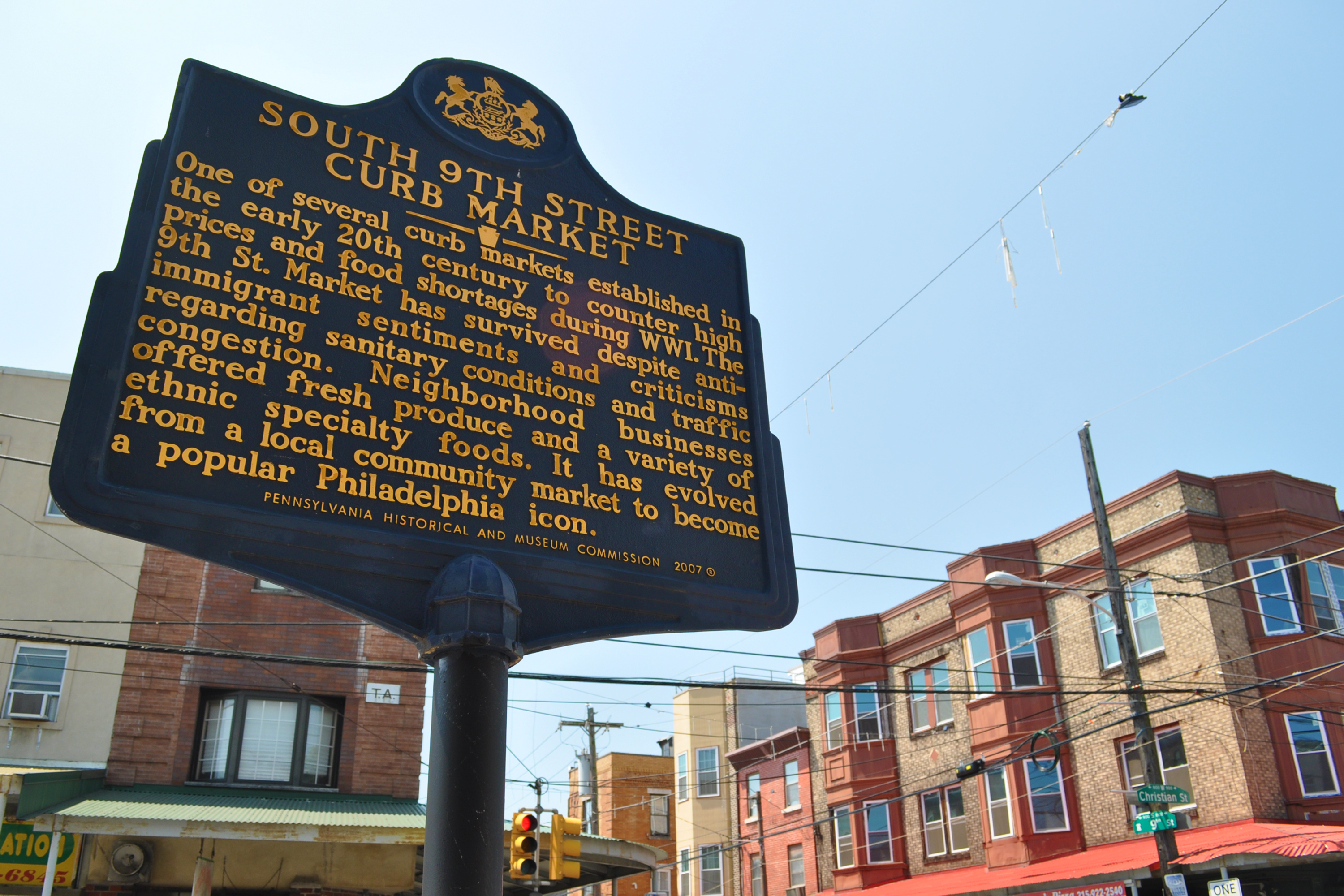
Cartellonistica con la storia dell'Italian Market

## Oggi e riferimenti alla cultura pop
Il mercato all'aperto presenta tende da sole in metallo dai colori vivaci che coprono i marciapiedi dove i venditori di frutta, verdura, pesce e articoli per la casa conducono affari tutto l'anno. Negozi al piano terra nelle tradizionali case a schiera di Filadelfia fiancheggiano la strada. I proprietari spesso vivevano originariamente sopra i loro negozi, e molti lo fanno ancora.
Il mercato è aperto tutto l'anno, generalmente dalle 9:00 alle 17:00, anche se le bancarelle all'aperto e i caffè spesso aprono prima e i ristoranti servono i clienti fino a tarda sera. Molte attività sono aperte fino all'ora di pranzo la domenica e chiuse il lunedì.
Il mercato svolge ricopre un ruolo nel panorama culturale di Filadelfia, venendo spesso incluso in opere come Rocky e Rocky II, la serie televisiva Hack e in un episodio della quinta stagione del programma televisivo It's Always Sunny in Philadelphia .

Come il resto della città, anche Italian Market è oggi andato incontro al fenomeno della gentrificazione.

## Galleria d'immagini

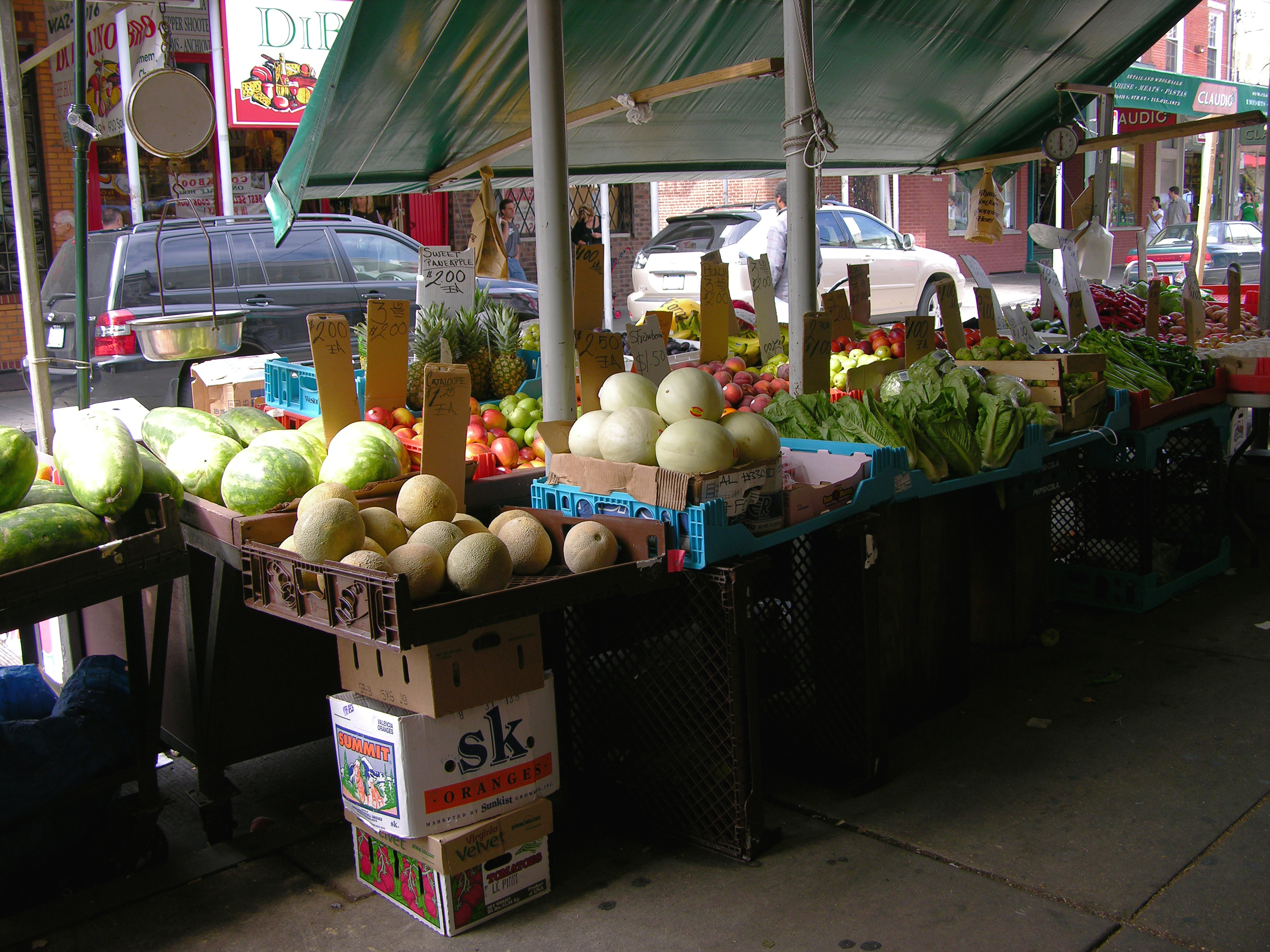
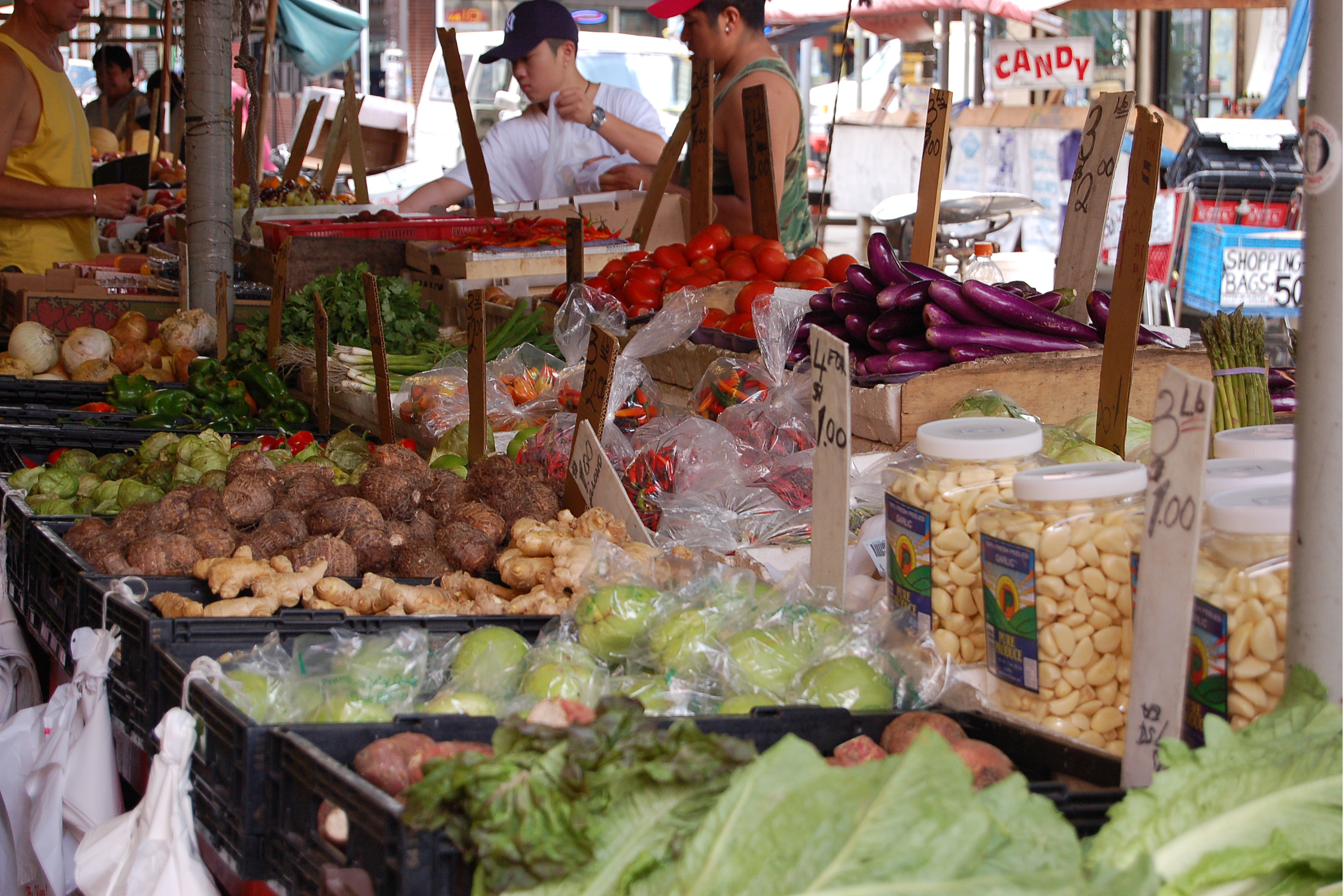
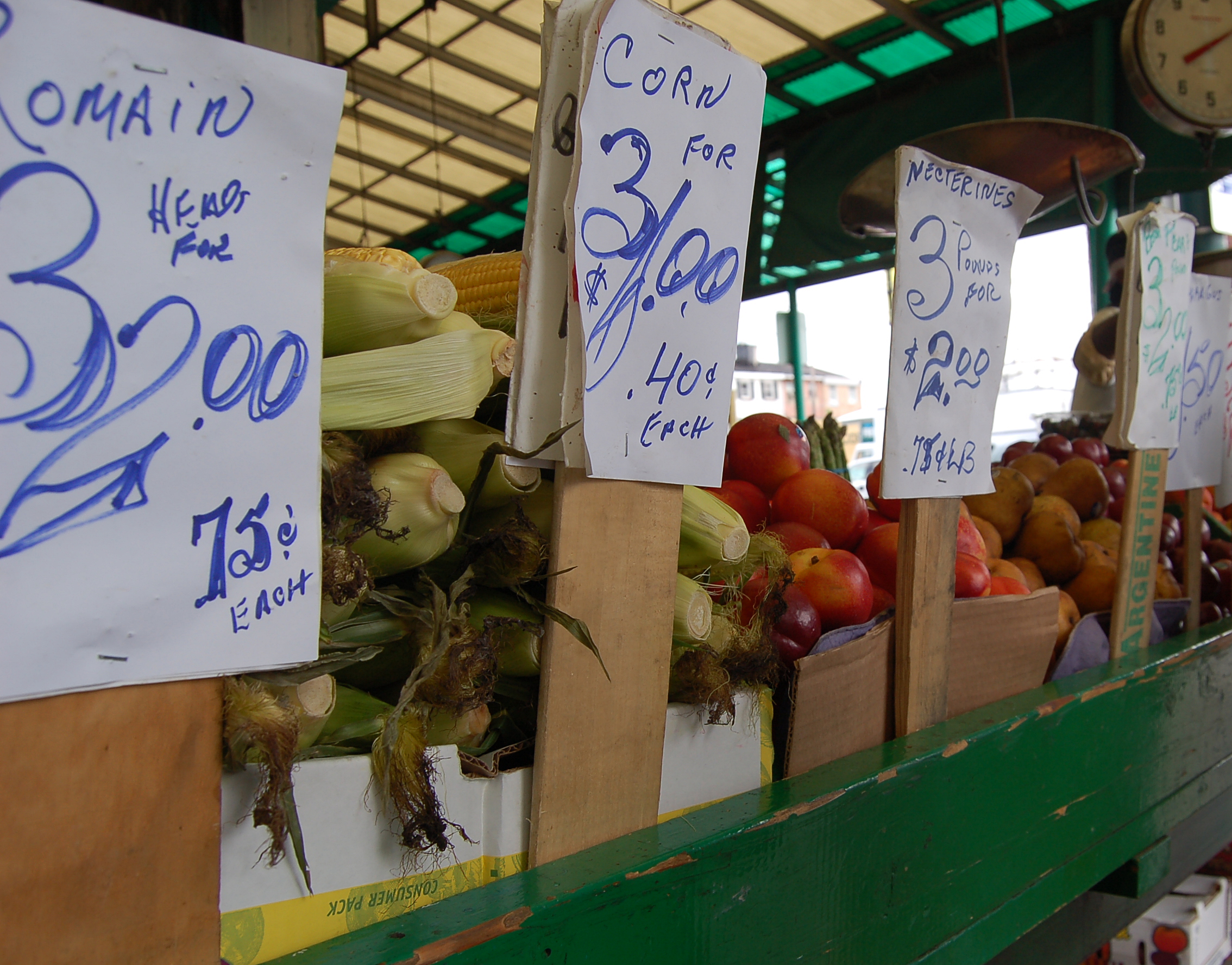
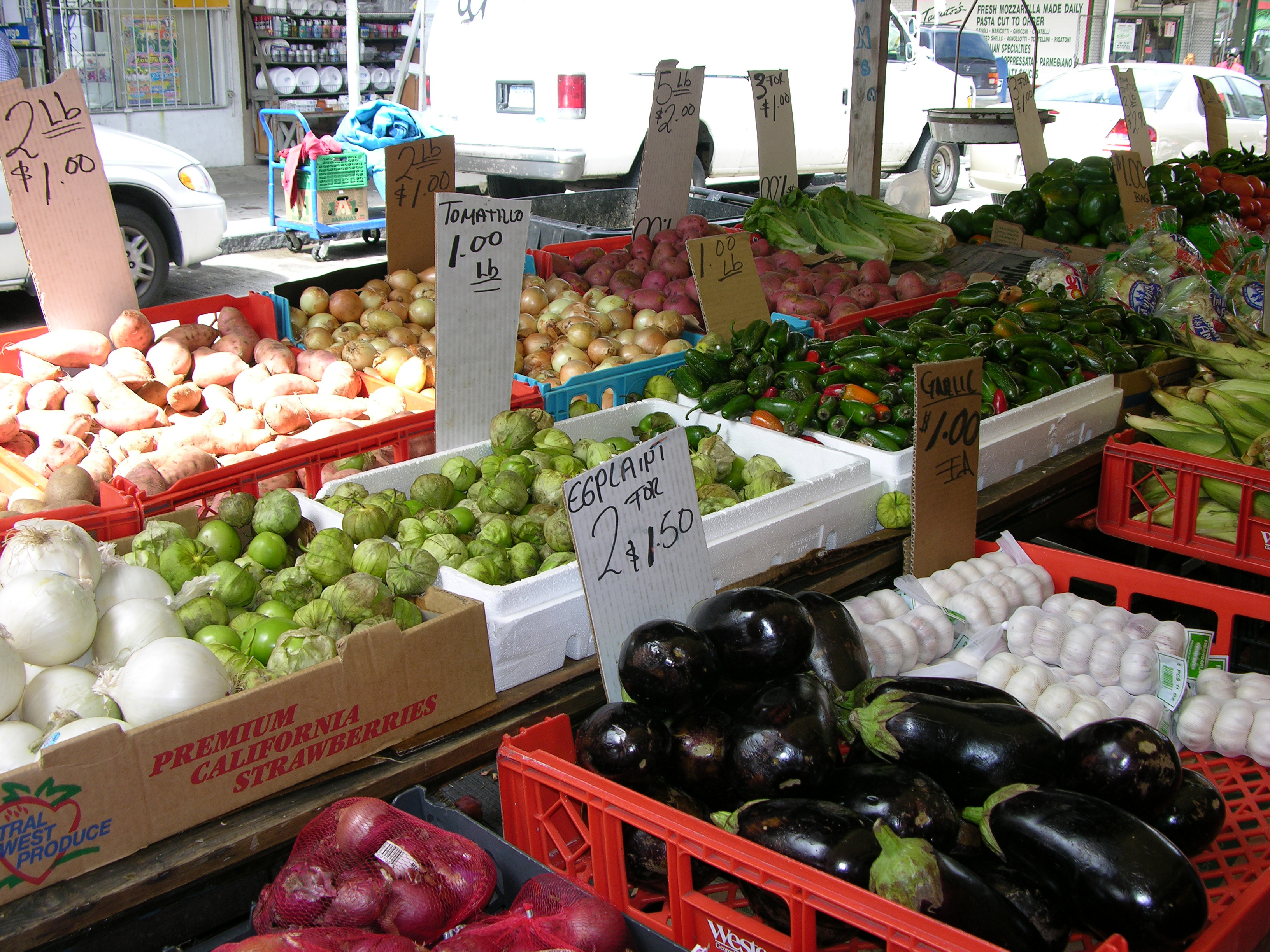